# آپی کوگن اسکی ریزورت
آپی کوگن اسکی ریزورت (به لاتین: Appi Kogen Ski Resort) یک پیست اسکی در ژاپن است که در هاچیمانتای، ایواته واقع شده‌است.